# Radbot (Habsburg)

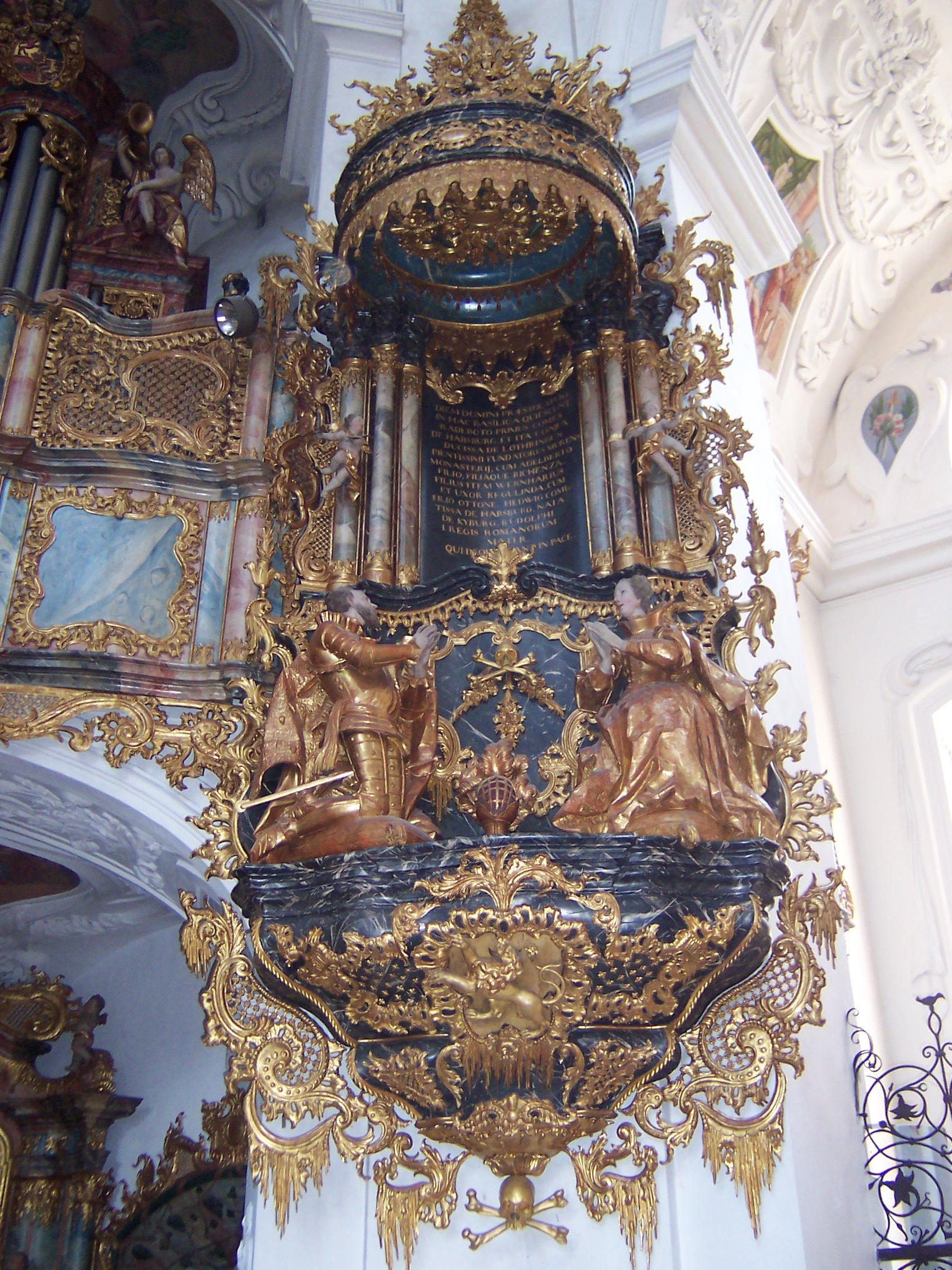
Habsburger Denkmal, gewidmet den Klostergründern Graf Radebot von Habsburg und seine Frau Ita von Lothringen. Klosterkirche in Muri, Kanton Aargau, Schweiz.

Radbot (* 985; † 30. Juni 1045) war Graf im Klettgau und der zweite Sohn von Lanzelin. Unter seiner Herrschaft wurde die Habsburg, der Stammsitz der Habsburger, errichtet sowie das Kloster Muri gegründet. Sein Bruder war Rudolf I., Gründer des Klosters Ottmarsheim.

## Leben
„Radbot konnte schon bald nach der Ächtung seines Onkels erneut umfangreichen Landbesitz im Elsaß, in Schwaben und im schweizerischen Aargau erwerben. Mit ihrem Gatten Radbot gründete Ita von Lothringen, eine Tochter des Herzogs Friedrich von Oberlothringen (nach anderen Angaben die Tochter von Adalbert II. Graf im Saargau (Adalbert von Metz) und der Judith von Öhningen (Judith von Schwaben)), im Jahr 1027 das Kloster Muri in der Schweiz. Als habsburgisches Eigenkloster wurde es mit Benediktinern aus Einsiedeln besetzt. Der erste Propst Reginbold leitete den inneren und äußeren Aufbau der Neugründung nach dem Vorbild von Einsiedeln und wurde dabei von den Gründern tatkräftig unterstützt. Die Stifterfamilie übte von Anfang an die eigenkirchliche Herrschaft über das Kloster aus, das infolgedessen in allen wesentlichen Dingen vom Willen der gräflichen Familie abhängig war.“
„Die dreischiffige romanische Basilika, von der die Krypta, die Mauern des Chors und des Querschiffes noch erhalten sind, wurde unter Propst Burkard am 11. Oktober 1064 von Bischof Rumold von Konstanz geweiht. 1065 wurde Propst Burkard zum ersten Abt von Muri gewählt und damit die rechtliche Bindung an das Mutterkloster Einsiedeln gelöst. […] Radbot und seine Gemahlin Ita fanden in der Klosterkirche ihrer Stiftung ihre letzte Ruhestätte vor dem Kreuzaltar, der in der Mittelachse zwischen Langhaus und Vierung stand.“

## Eine Sage
Radbot, Sohn Lanzelins, „soll die Habichtsburg errichtet haben, kein weitläufiges, respektgebietendes Schloß mit Palas, Kemenaten und Ringmauern, sondern einen schlichten Turm, allein dem Zwecke der Verteidigung dienend. Die Sage berichtet, Radbot habe sein Schloß absichtlich ohne Wachtürme und Ringmauern gelassen. Wegen dieses Leichtsinns sei er von [seinem Bruder,] Bischof Werner von Straßburg scharf getadelt worden, worauf er mit dem Kirchenfürsten eine Wette einging: Binnen einer Nacht, versprach Radbot, werde er das Versäumte nachholen und seine Burg mit einer festen Schutzwehr versehen. Als der Bischof am nächsten Morgen ans Fenster seines Gemachs trat, da traute er seinen Augen nicht! Rings um die Burg waren Radbots Dienstmannen aufgestellt, eine lebende Schutzwehr, und Türmen gleich ragten schwer gepanzerte Reiter aus den dicht geschlossenen Reihen.“
„Die fromme Stiftung bei der Gründung des Klosters Muri geschah auf Bitten seiner Gemahlin Ita und sollte ein Akt der Sühne sein. Welche Untaten Radbot sühnen musste, ist nicht bekannt, doch unterschied er sich in diesem Falle kaum von vielen anderen adligen Klostergründern seiner Zeit, die nicht allein aus purer Frömmigkeit, sondern auch durch schlechtes Gewissen sich leiten ließen, für ihr gefährdetes Seelenheil auf angemessene Weise zu sorgen.“

## Geschwister Radbots
- Werner I. († 28. Oktober 1028), Bischof von Straßburg
- Rudolf I. († vor 1063) ⚭ Kunegundis
- Lantholf ⚭ Anna[5]

## Nachkommen
⚭ Ita von Lothringen (* 23. Juli um 995; † nach 1027)
- Otto I., Graf im Sundgau (1015–1046), bestattet im Straßburger Münster
- Adalbert, Adelbertus, auch Albrecht (I.)[6] (1016–1056), wohl Graf auf der Habsburg[7] verstarb bei Hüningen, bestattet im Kloster Muri
- Werner I. (* 1025; † 11. November 1096), Graf auf der Habsburg ⚭ Reginlind[7]
- Richenza von Habsburg; † bestattet im Kloster Muri; ⚭ Ulrich II. von Lenzburg, (* 1035 † 1081), Eltern von Graf Arnolf von Lenzburg-Baden; war wie schon sein Vater Ulrich Kastvogt und Donator über das Kloster Schänis. Ihr Herrschaftssitz war die Burg Stein in Baden.